# Birger Berndtson
Birger Karl Olof Berndtson, född 26 januari 1890 i Trollhättan, död 1940, var en svensk konstnär. 
Han var son till Karl Bernhardsson och Maria Josefina Andersson. Berndtson studerade konst för Axel Erdmann 1915–1921 och därefter för Birger Simonsson vid Valands målarskola i Göteborg. I början av 1930-talet vistades han en längre tid i Italien och när han återkom till Sverige specialiserade han sig på att måla motiv från Norrland och Västkusten. Han var mycket självkritisk och inga av hans alster nådde upp till hans krav för en utställning, så under sin livstid ställde han inte ut. Galerie Moderne i Stockholm arrangerade en minnesutställning med delar av hans produktion 1944. Hans konst består av personligt tolkade miljöer från Florens och landskapsbilder från Västkusten och Norrland utförda i akvarell eller olja.  